# Christer Pettersson
Christer Pettersson (født 23. april 1947 i Solna, død 29. september 2004) var en svensk kriminel, der først blev dømt - siden frikendt - for Palmemordet, som var mordet på Sveriges statsminister Olof Palme den 28. februar 1986.

## Ungdom
Christer Pettersson kom fra en borgerlig familie med forældre inden for bankvæsnet.
Allerede som 13-årig havde han begået butikstyveri, og som 19-årig endte han i ungdomsfængsel.
I midten af 1960'erne forsøgte han at få en uddannelse som skuespiller og gik sammen med Ulf Brunnberg på Calle Flygares teaterskola i Stockholm.
Pettersson og Brunnberg gennemgik sammen en prøvemåned før den endelige optagelse, og Brunnberg, der blev optaget, erindrede Pettersson som lidt småvild men ellers uden at være mærkværdig. Pettersson nåede dog ikke at blive endeligt antaget og måtte forlade teaterskolen.

## Drabsmand
I 1970 to dage før juleaften begik Pettersson drab med en bajonet på Kungsgatan.
To mænd havde i juletrængslen væltet Petterssons indkøbspose, hvorefter han gik amok, jagtede en af dem op i en gyde og stak den ubevæbnede mand brutalt ned. Drabet foregik tæt på Tunnelgatans trappe, som Palmemordets gerningsmand flygtede ad over 15 år senere.
Pettersson fik blot 6 måneders ophold på en psykiatrisk afdeling for det hensynsløse drab, og efter sin løsladelse flyttede han ind hos en af afdelingens kvindelige psykologer, som han tæskede.
Pettersson vendte tilbage til en tilværelse som vaneforbryder. Med tilnavnet bajonetmorderen kunne andre forbrydere anvende ham som gorilla. Med en ven røvede han fra narkopushere ved at vennen aftalte en handel med en pusher, og ved mødet trådte Pettersson frem med sin bajonet og truede sig til pusherens penge og narko.
Pettersson anslog at de røvede over 300 pushere på denne måde.
I 1970'erne var Pettersson yderligere involveret i en række voldsforbrydelser.
I 1974 slog han en mand ned med en jernstang. Samme år fik han seks måneders fængsel for at have stukket en mand ned, og året efter fik han igen en fængselsdom, denne gang for at have stukket en pusher ned med bajonetten. Han blev dog løsladt efter et år. 
I 1977 begik Pettersson også en hel række voldsforbrydelser, og blev mistænkt for mord på sin egen far.
Pettersson blev ikke dømt i denne sag, men umiddelbart efter løsladelsen stak han en narkohandler ned og for den forbrydelse blev han idømt fem års fængsel.
Da Pettersson blev løsladt i 1983 fik han job i en ungdomsklub i Stockholm, et job som han dog kun var i stand til at holde kortvarigt. I denne tid havde han alkohol- og amfetamin-misbrug og fortsatte sin kriminelle løbebane med tyveri og rapserier.
En af hans kriminelle metoder, som han skulle have brugt over 100 gange, var at stjæle fra Systembolaget ved at bestille en flaske vodka og derefter bede om en dyr flaske vin. Når ekspedienten gik efter dyre vin på lageret snuppede Petersson vodkaflasken på disken og sprintede afsted. Dette gav ham endnu et tilnavn: "Sprinteren"
I midten af 1980'erne levede han af pension og fik stillet en lejlighed til rådighed af staten. Han drak øl, vodka og billig vin i den lokale park eller hjemme hos sig selv. Ved tyveri kunne han skaffe ekstra midler som han benyttede på at købe amfetamin hos Sigge Cedergreen på dennes spilleklub Oxen i det centrale Stockholm.
I de to første måneder af 1986 før Palmemordet blev han dømt for at have urineret på et butiksvindue og for at stjæle to dåser spaghetti.
På dette tidspunkt boede Pettersson i den belastede Stockholmsforstad Rotebro.

## Palmemordet
Den 28. februar 1986 blev Sveriges statsminister Olof Palme skudt ned sent om aftenen i krydset Sveavägen og Tunnelgatan i Stockholm.
På trods af at Christer Pettersson tidligere havde begået et drab tæt ved dette gerningssted og på trods af flere tips og at Pettersson havde opholdt sig i området den aften, så interesserede det svenske politi sig først ikke synderligt for Pettersson. Han blev afhørt første gang nogle måneder efter mordet, men det var først over to et halvt år efter mordet at politiet for alvor begyndte at efterforske Pettersson i forbindelse med Palmemordet. 
Den 16. november 1988 begyndte politiet telefonaflytning og den 14. december blev han vidnekonfronteret, hvor Lisbeth Palme udpegede ham.
Ved retssager i 1989 blev han først dømt i byretten og siden frikendt ved appel.
Anklagermyndigheden forsøgte i 1998 at genoptage sagen ved retten men Högsta domstolen afslog dette.

## Efter Palmemordets retssager og død
Efter sin frifindelse kunne Christer Pettersson sole sig i sin berømmelse og han tog større beløb fra journalister for at lade sig interviewe. 
To journalister, Gert Fylking og Robert Aschberg, tilbød ham en halv million for at tilstå mordet i en direkte tv-udsendelse.
Pettersson fortsatte dog også sin tilværelse som alkoholiker og kriminel. 
Efter at han i 1990 havde slået en nabo ned fik han et års fængsel. Igen i 1992 var han involveret i vold og fik 4 måneders fængsel for vold mod en ældre kvinde, og efter nær at have slået sin kæreste ihjel fik han to et halvt års fængsel.
I 2000 blev Pettersson stukket i den ene arm med kniv af en beruset mand.
I en artikel i 2001 hævdede journalisten Gert Fylking at Pettersson erkendte at han var morderen med ordene "visst fan var det jag som sköt, men de kan aldrig fälla mig för det. Vapnet är borta".
Fylking skrev at Pettersson var på vej til Sigge Cedergrens lejlighed for at hente narkotika og på vejen så han Palme ved biografen.
Ifølge Fylking erkendte Pettersson at Cedergren ikke var hjemme og han i stedet fandt en revolver, gik tilbage til biografen for at vente på at Palme skulle komme ud og derefter skød ham.
Det kom dog frem at Fylking havde givet Pettersson 2.000 kroner for at skrive under på tilståelsen.
Christer Pettersson døde i 2004 på Karolinska Sjukhus i Stockholm, mens han var indlagt efter at have pådraget sig svære kvæstelser i hovedet.
I tiden før sin død havde Pettersson ytret ønske om at træffe Olof Palmes søn Mårten Palme, da han ville fortælle ham noget. Mødet kom aldrig i stand.
Christer Pettersson ligger begravet på Solna kirkegård.

## Efter Petterssons død
Efter hans død er spekulationerne om Petterssons involvering i Palmemordet fortsat.
I 2006 kom Lasse Spang Olsen og Mikael Hylins dokumentarfilm, hvor en bekendt til Pettersson, Roger Östlund, påstod at han så Pettersson skyde Olof Palme.
I forbindelse med dokumentarfilmen kom det også frem at Christer Pettersson førte en dagbog der indeholdt cifferkombinationer som tilsyneladende var en slags kode og i tiden efter Palmemordet stoppede han med at lave disse notater.
De to dokumentarfilminstruktører fik en dansk kodeekspert fra efterretningstjenesten til at forsøge at bryde koden.
I 2007 dukkede oplysninger op om at Christer Pettersson havde indrømmet Palmemordet.
Hans tidligere kæreste offentliggjorde en korrespondance på omkring 40 breve via den svenske avis Aftonbladet.
Kæresten udtalte til avisen, at Christer Pettersson havde indrømmet mordet overfor hende. 
og sagde endvidere at Christer Pettersson gjorde det "for bombemanden" der var blevet "helt forkert dømt til livstid".

## Skildringer og kulturel indflydelse
Christer Pettersson er blevet en del af Sveriges historie. 
Han er kaldt Sveriges mest kendte forbryder.
Ved hans død rapporterede svenske medier grundigt om hans død og begravelse og Sveriges statsminister Göran Persson følte sig kaldet til at udtale at med hans død "har ett tragiskt liv nu kommit till sin ände".
Da Pettersson blev løsladt efter Palmemordets retssag, fejrede han med to flasker Baileys og en flaske vodka. Efterfølgende er drinken bestående af et varierende forhold af Baileys og vodka opkaldt efter Christer Pettersson.